# Pedro Centeno Vallenilla
Pedro Centeno Vallenilla (Barcelona, estado Anzoátegui, 13 de junio de 1899 - Caracas, 3 de agosto de 1988) fue un pintor, dibujante y abogado venezolano. Es conocido por sus obras alegóricas a los caciques indígenas y héroes de la independencia de Venezuela, «dibujados escultóricamente, con el perfeccionismo renacentista y la morbosidad rococó». Posteriores estudios han analizado el contenido homoerótico de sus trabajos.

## Biografía
Fue el tercero de seis hermanos, hijo del ingeniero Melchor Centeno Grau y Hercilia Vallenilla Lanz. Sobrino del historiador Laureano Vallenilla Lanz. Inició sus inclinaciones artísticas copiando las litografías reproducidas por la revista El Cojo Ilustrado. En 1908 se residenció en Caracas, donde empieza a dibujar escenas cotidianas. También comenzó sus estudios en el Colegio Francés, donde encontró el apoyo del presbítero Pavalleaux, quien lo motivó a continuar con su vocación. En 1910 asistió por primera vez a clases de dibujo en la Academia Nacional de Bellas Artes. Formalizó su inscripción tres años después, y fue alumno regular de los pintores Antonio Herrera Toro, Cruz Álvarez García y Cirilo Almeida Crespo. 

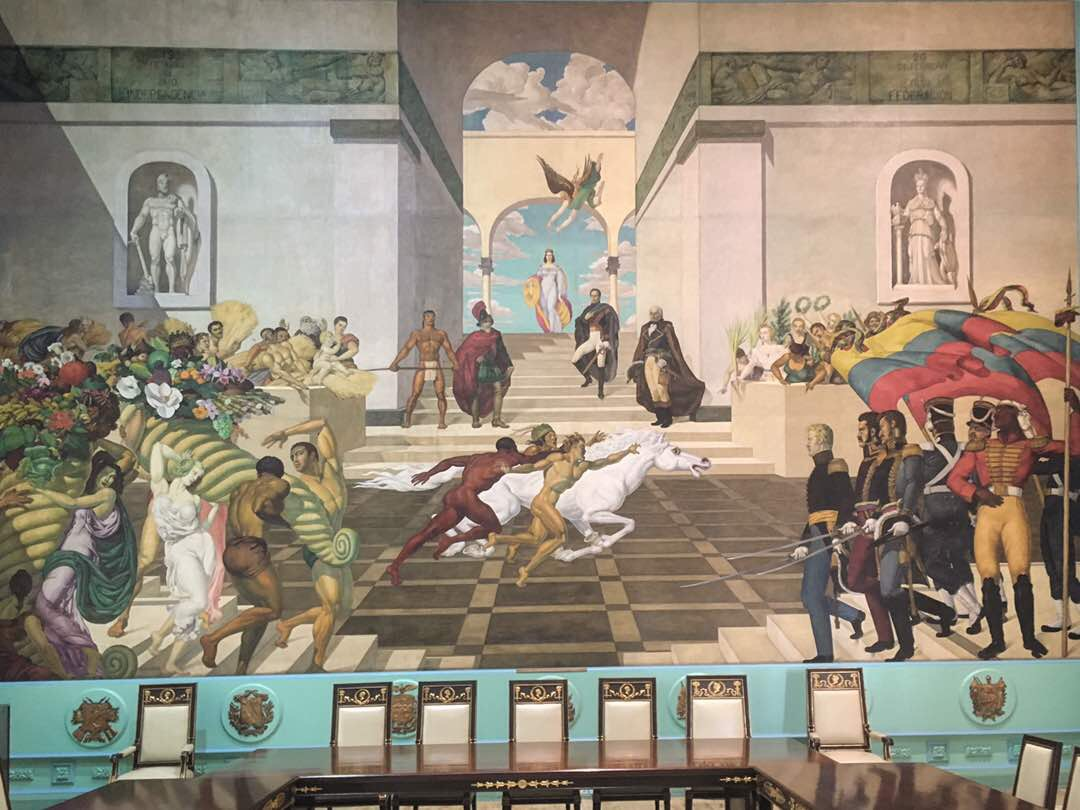
Mural Venezuela recibiendo los símbolos del Escudo Nacional, en el Salón de los Escudos del Palacio Federal Legislativo.

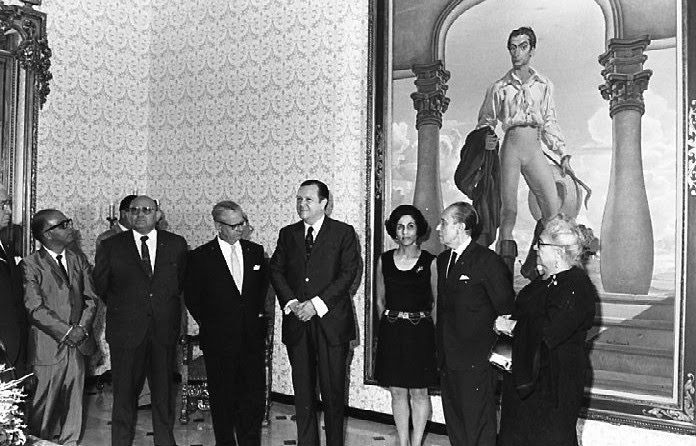
Pedro Centeno Vallenilla (segundo de derecha a izquierda), en la residencia presidencial La Casona, al donar su cuadro Bolívar agricultor al entonces presidente Rafael Caldera. 22 de julio de 1969.

En 1915 presentó tres de sus cuadros en la sede de Fotografía Manrique. Dos años después donó su pintura La agonía de Jesús a la caraqueña Basílica de Santa Teresa. En paralelo con su carrera artística, estudió leyes en la Universidad Central de Venezuela, de la cual se graduó en 1925. Trabajó como agregado civil de la Legación de Venezuela en Roma. Allí estudió la obra de Miguel Ángel Buonarroti, y se interesó por trabajar en profundidad la figura humana y el simbolismo. En 1927 retornó a Caracas y presentó una exposición en el Museo Nacional de Bellas Artes.
Regresó a Roma en 1928 y participó en una exposición colectiva. Viajó por distintas ciudades de Italia y España. Volvió a trabajar en el servicio diplomático venezolano en la legación ante El Vaticano. En Italia recibió el título de caballero de la Orden de la Corona de Italia.
Nuevamente en Caracas, presentó sus obras en el Ateneo de Caracas. Al año siguiente donó a la Catedral de Caracas el cuadro San Sebastían. También decoró la sede de la embajada venezolana en Washington D. C. con sus murales sobre la historia venezolana. 
En las décadas siguientes fue definiendo un estilo que combinaba la exuberencia de los cuerpos, la alegoría del mestizaje criollo, los rasgos neoclásicos y el simbolismo que transcurre entre lo mitológico y lo histórico. Impresionado por la simbología del fascismo, quiso construir con su obra una «mitología venezolana».
En 1947 Centeno Vallenilla fue uno de los fundadores de la Asociación Venezolana de Artistas Plásticos Independientes. Después de 1948 y el ascenso del dictador Marcos Pérez Jiménez, quien apoyó los motivos nacionalistas, Centeno tuvo un papel preponderante en la consolidación de una iconografía histórica. En 1951 recibió la medalla de oro en el certamen de poesía convocado con motivo de los III Juegos Deportivos Bolivarianos, por su «poema épico» Canto olímpico del olivo y del fuego. 
Entre sus trabajos más conocidos están los murales sobre lienzo Venezuela (1953), ubicado en el Círculo Militar, y Venezuela recibiendo los símbolos del Escudo Nacional (1952-1954), el cual se encuentra ubicado en el Salón de los Escudos del Palacio Federal Legislativo, ambos en Caracas.
Entre sus exposiciones internacionales se encuentran las realizadas en la Galería Toria, en Padua, y en la Galería Chaerpentier de París.
Junto con su labor artística, destacó como docente.
Su hermano es el científico venezolano Melchor Centeno Vallenilla (1905-1986).
El 10 de diciembre de 2011 se inauguró en el municipio Chacao de Caracas un parque con el nombre de Centeno Vallenilla.